# Judgment Day (2009)
Judgment Day (2009) foi um evento em pay-per-view de luta profissional produzido pela World Wrestling Entertainment (WWE). Aconteceu no dia 17 de maio de 2009, no Allstate Arena em Rosemont, Illinois. Foi o décimo primeiro e último evento na cronologia do  Judgment Day. Contou com a presença de lutadores dos programas Raw, SmackDown e ECW.

## Antes do evento
Na RAW de 27 de abril, Vickie Guerrero anunciou que Randy Orton defenderia seu WWE Championship contra o vencedor da luta entre Batista e Big Show. Batista derrotou Big Show após ser distraido por John Cena. Na RAW de 11 de maio, Orton ofereceu a Batista uma vaga na stable The Legacy. No entanto, Batista recusou. No mesmo dia, a General Manager Vickie Guerrero anunciou que Batista enfrentaria Cody Rhodes e Ted DiBiase. Caso Batista ganhasse, o Main Event seria uma luta entre Batista e Orton pelo título. Caso Rhodes e DiBiase ganhassem, o Main Event seria uma Handicap match entre Batista e The Legacy. Batista perdeu após o juiz o ver com uma cadeira, que tomou de Rhodes. Antes do Main Event, Batista atacou Rhodes e DiBiase no backstage, fazendo a luta ser um contra um. Durante a luta, Batista atacou Orton com uma cadeira, sendo desqualificado.
A feud entre Cena e Big Show continuou. Após a luta pelo World Heavyweight Championship na WrestleMania XXV e a intervenção de Show na Last Man Standing de Cena no Backlash, Cena enfrentará Big Show no Judgement Day. Na RAW de 4 de maio, Big Show interrompeu uma luta entre Cena e The Miz, atacando Cena. Na semana seguinte, Cena foi obrigado a enfrentar The Miz numa Exhibition match, que apenas termina quando Vickie quiser. Cena acabou sendo nocauteado por Miz após uma distração de Vickie. No WWE Superstars de 14 de maio, Big Show enfrentou Hornswoggle em uma Exhibition match, que acabou em No Contest devido a invasão de Goldust.
O World Heavyweight Championship de Edge estará em jogo no evento. No Raw de 27 de abril, foi anunciado que o vencedor de uma Scramble match enfrentará Edge pelo cinturão. Os participantes seriam Jeff Hardy, The Great Khali, Chris Jericho, John Morrison e Rey Mysterio. No entanto, a luta não ocorreu, sendo substituída por uma Fatal 4-Way entre Jericho, Mysterio, Hardy e Kane. O vencedor da luta, que enfrentou Edge, foi Jeff Hardy.
Christian, que ganhou o ECW Championship de Jack Swagger no Backlash, lutou contra Swagger defendendo seu título, como foi anunciado pela General Manager Tiffany, na ECW de 28 de abril.
Durante dois SmackDowns consecutivos, o Mr. Money In The Bank CM Punk teve suas lutas contra Edge interrompidas por Umaga. Os dois levaram a rivalidade a uma luta no Judgement Day.
Na RAW de 11 de maio, foi anunciado que Chris Jericho enfrentaria Rey Mysterio pelo Intercontinental Championship.
John Morrison derrotou Shelton Benjamin no SmackDown!, criando uma feud entre os dois, que se estendeu com rivalidades no WWE Superstars. A disputa esteve no Judgement Day, onde os dois se enfrentaram.

## Resultados
| Nº                                          | Resultados                                                 | Estipulações                                        | Tempo |
| ------------------------------------------- | ---------------------------------------------------------- | --------------------------------------------------- | ----- |
| Dark                                        | Mickie James derrotou Beth Phoenix (com Rosa Mendes)       | Luta individual                                     | N/A   |
| 1                                           | Umaga derrotou CM Punk                                     | Luta individual                                     | 11:52 |
| 2                                           | Christian (c) derrotou Jack Swagger                        | Luta individual pelo ECW Championship               | 9:33  |
| 3                                           | John Morrison derrotou Shelton Benjamin (com Charlie Haas) | Luta individual                                     | 10:08 |
| 4                                           | Rey Mysterio (c) derrotou Chris Jericho                    | Luta individual pelo Intercontinental Championship  | 12:37 |
| 5                                           | Batista derrotou Randy Orton (c) por desqualificação       | Luta individual pelo WWE Championship               | 14:44 |
| 6                                           | John Cena derrotou Big Show                                | Luta individual                                     | 14:57 |
| 7                                           | Edge (c) derrotou Jeff Hardy                               | Luta individual pelo World Heavyweight Championship | 19:53 |
| (c) – Refere-se aos campeões antes da luta. |                                                            |                                                     |       |